# Buissy
Buissy est une commune française située dans le département du Pas-de-Calais en région Hauts-de-France. Ses habitants sont appelés les Bucéens. Sa population est de 287 habitants au recensement de 2022. La commune est membre de la communauté de communes Osartis Marquion.

## Géographie

### Localisation
Localisée dans le sud-est du département du Pas-de-Calais, la commune de Buissy est située à 15 km au nord-est de la commune de Cambrai et à 25 km au sud-est d'Arras (chef-lieu d'arrondissement).
Le territoire de la commune est limitrophe de ceux de six communes.
Les communes limitrophes sont Villers-lès-Cagnicourt, Pronville-en-Artois, Inchy-en-Artois, Quéant, Baralle et Cagnicourt.

### Géologie et relief
La superficie de la commune est de 6,87 km2 ; son altitude varie de 47  à   91 m.

### Hydrographie
La commune est située dans le bassin Artois-Picardie. Elle n'est drainée par aucun cours d'eau,.

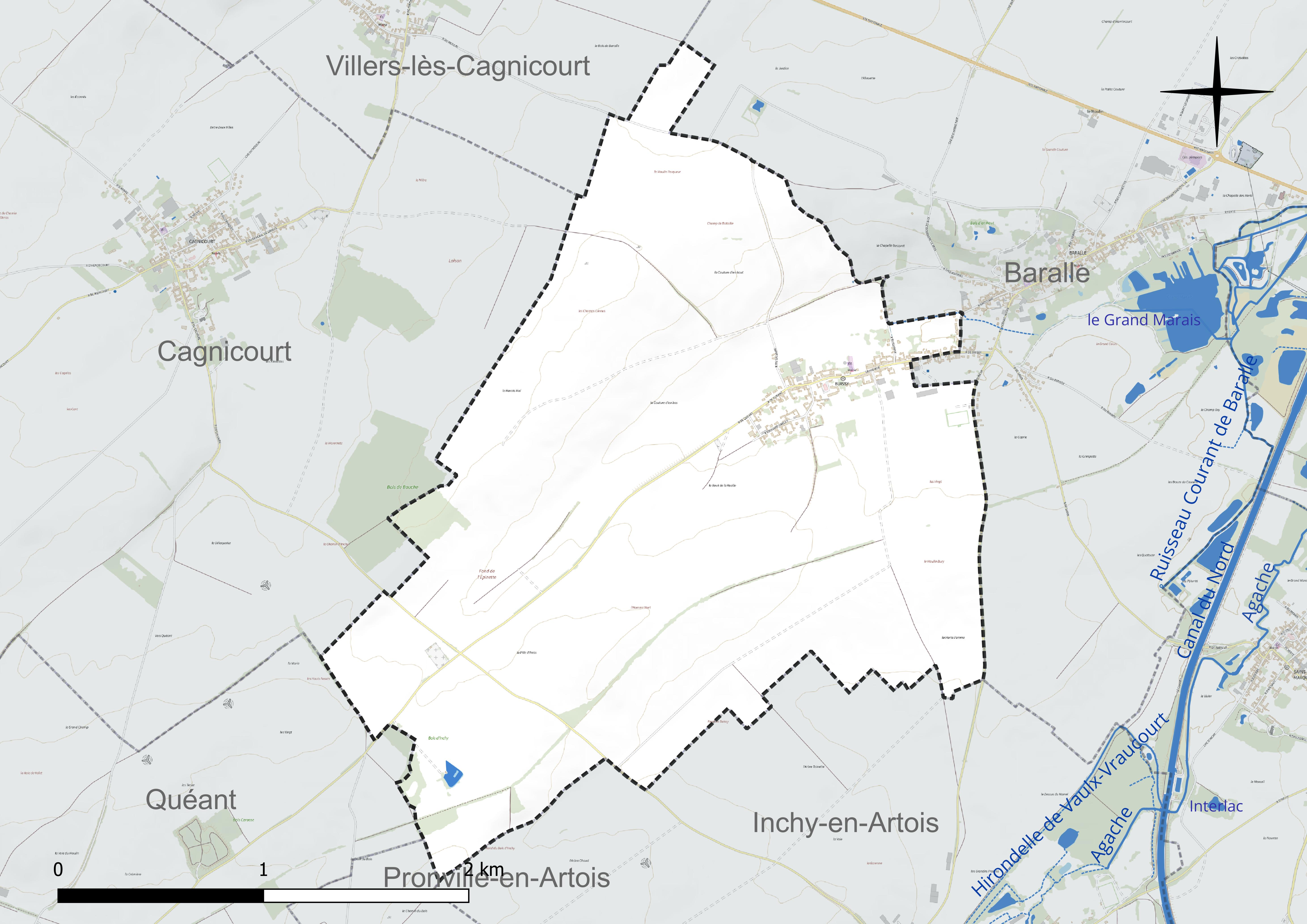
Réseau hydrographique de Buissy.

### Climat
Pour des articles plus généraux, voir Climat des Hauts-de-France et Climat du Pas-de-Calais.
En 2010, le climat de la commune est de type climat océanique dégradé des plaines du Centre et du Nord, selon une étude du CNRS s'appuyant sur une série de données couvrant la période 1971-2000. En 2020, Météo-France publie une typologie des climats de la France métropolitaine dans laquelle la commune est exposée à un climat océanique et est dans la région climatique Nord-est du bassin Parisien, caractérisée par un ensoleillement médiocre, une pluviométrie moyenne régulièrement répartie au cours de l'année et un hiver froid (3 °C).
Pour la période 1971-2000, la température annuelle moyenne est de 10,4 °C, avec une amplitude thermique annuelle de 14,6 °C. Le cumul annuel moyen de précipitations est de 690 mm, avec 12 jours de précipitations en janvier et 9 jours en juillet. Pour la période 1991-2020, la température moyenne annuelle observée sur la station météorologique la plus proche, située sur la commune d'Épinoy à 9 km à vol d'oiseau, est de 10,9 °C et le cumul annuel moyen de précipitations est de 702,9 mm,. Pour l'avenir, les paramètres climatiques de la commune estimés pour 2050 selon différents scénarios d'émission de gaz à effet de serre sont consultables sur un site dédié publié par Météo-France en novembre 2022.

### Paysages
Pour un article plus général, voir Paysage en France.
La commune s'inscrit dans les « paysages des grandes plaines arrageoises et cambrésiennes » tels qu'ils sont définis dans l'atlas de paysages de la région Nord-Pas-de-Calais, conçu par la direction régionale de l'Environnement, de l'Aménagement et du Logement (DREAL),.
Ces « paysages des grandes plaines arrageoises et cambrésiennes », qui concernent 238 communes, sont constitués de 80,36 % de cultures, de 8,01 % d'espaces artificialisés avec les communes principales de Cambrai, Caudry, Bapaume et Avesnes-le-Comte, de 7,25 % de prairies naturelles, permanentes, de 3,19 % de forêts et de milieux semi-naturels, 0,77 % de friches industrielles, de 0,38 % de cours d'eau et plan d'eau et de 0,04 % d’espaces industriels. Ces paysages sont dominés par les « grandes cultures » de céréales et de betteraves industrielles qui représentent 70 % de la surface agricole utilisée (SAU).

## Urbanisme

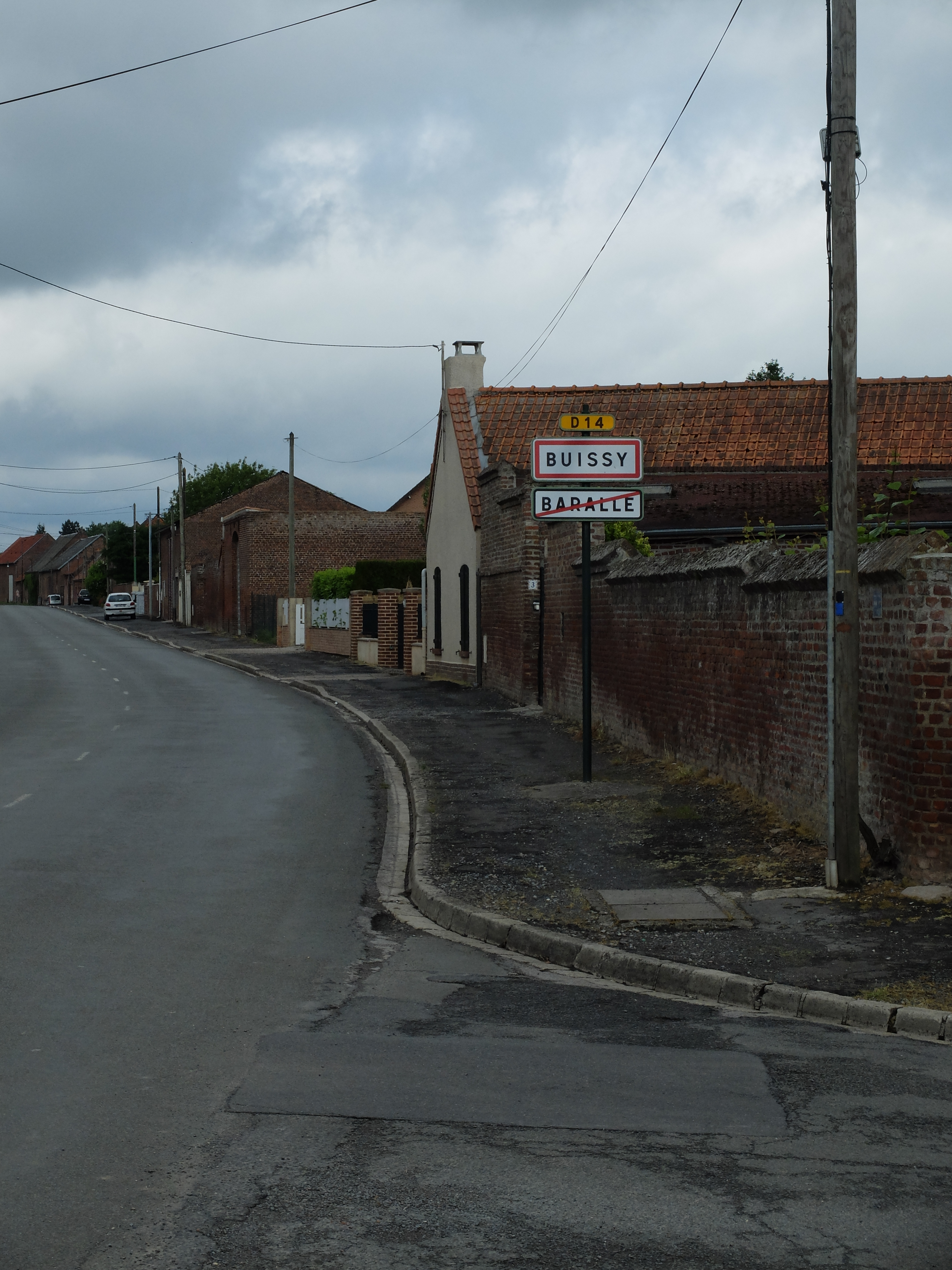
Une entrée de la commune.

### Typologie
Au 1er janvier 2024, Buissy est catégorisée commune rurale à habitat dispersé, selon la nouvelle grille communale de densité à sept niveaux définie par l'Insee en 2022.
Elle est située hors unité urbaine et hors attraction des villes,.

### Occupation des sols
L'occupation des sols de la commune, telle qu'elle ressort de la base de données européenne d'occupation biophysique des sols Corine Land Cover (CLC), est marquée par l'importance des territoires agricoles (95,8 % en 2018), une proportion identique à celle de 1990 (95,8 %). La répartition détaillée en 2018 est la suivante : 
terres arables (95,8 %), zones urbanisées (3,3 %), forêts (0,9 %). L'évolution de l'occupation des sols de la commune et de ses infrastructures peut être observée sur les différentes représentations cartographiques du territoire : la carte de Cassini (XVIIIe siècle), la carte d'état-major (1820-1866) et les cartes ou photos aériennes de l'IGN pour la période actuelle (1950 à aujourd'hui).

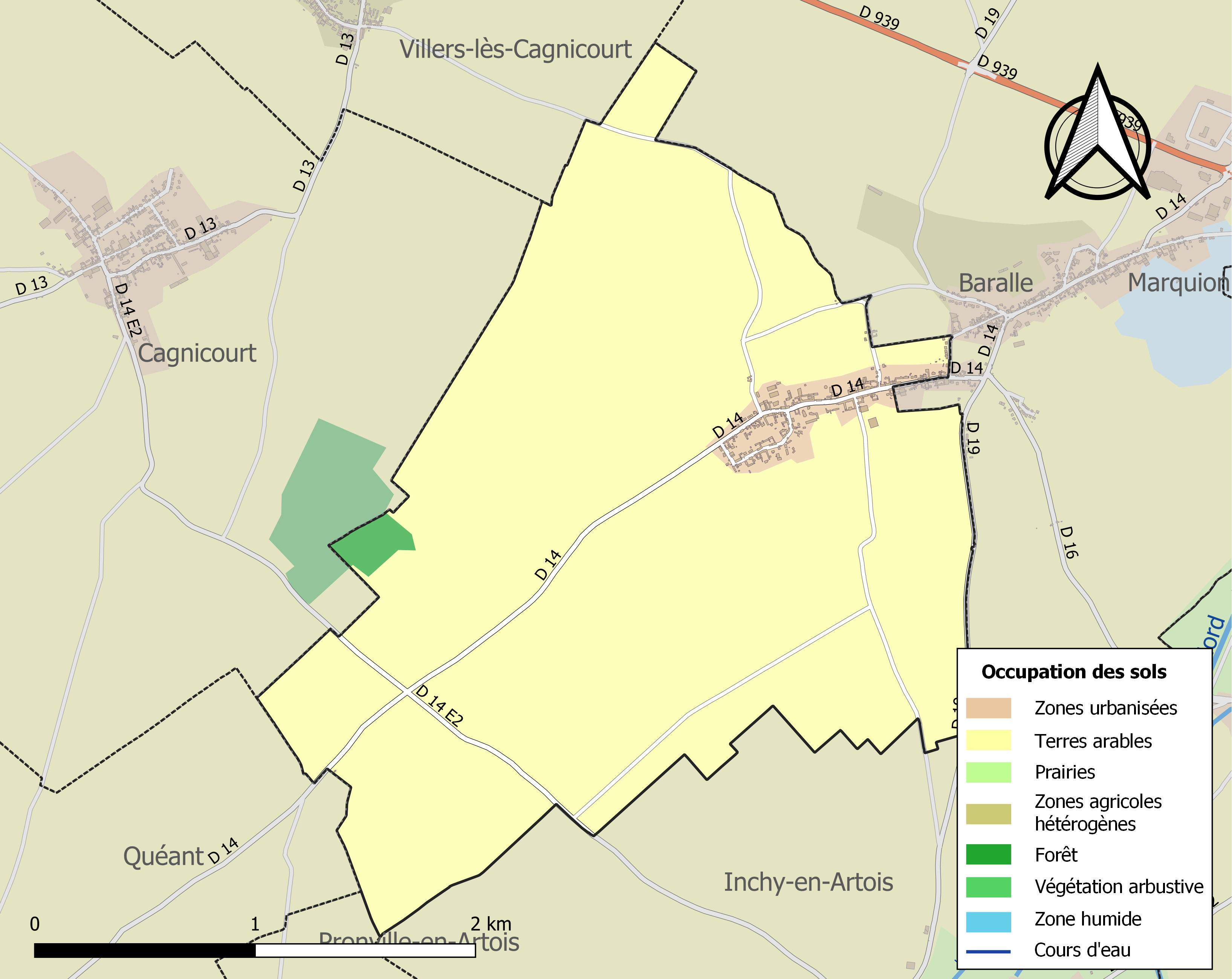
Carte des infrastructures et de l'occupation des sols de la commune en 2018 (CLC).

### Voies de communication et transports

#### Voies de communication
La commune est desservie par les routes départementales D 14 et D 19 et se trouve 3 km à la D 939 qui relie Cambrai et Le Touquet-Paris-Plage.
La commune est située à 6 km de la sortie 8 de l'autoroute A26.

#### Transport ferroviaire
La commune se trouve à 16 km de la gare de Cambrai, située sur la ligne de Saint-Just-en-Chaussée à Douai, desservie par des trains TER Hauts-de-France.
De 1880 à 1969, la commune est desservie par une ancienne ligne de chemin de fer, la ligne de Boisleux à Marquion.

## Toponymie
Le nom de la localité est attesté sous les formes Buissis (1072) ; Bucei (1145) ; Bussies (1153) ; Buisci (1158) ; Buisci (1158) ; Bussi (1218) ; Buissi (1227) ; Buyssi (1258) ; Buschi (1261) ; Buschiacum (1270) ; Buisi (1286) ; Buxiis (De) (1292) ; Busci (XIIIe siècle) ; Buschy (1306) ; Bucy (1308) ; Buissy-lès-Baralles (XVIIIe siècle), Buissy en 1793 ; Buissy-Baralle et Buissy depuis 1801.
Selon Maurits Gysseling, le nom de la commune viendrait d'un nom d'homme roman, Buccius.

## Histoire
Michel père était fils de Claude de Buissy, chevalier, seigneur de Louwez, aïeul du remontrant. Claude de Buissy  a été homme d'armes sous Charles V (Charles Quint), puis capitaine et lieutenant en la citadelle de Cambrai, sous le seigneur de Bugnicourt, chef de deux compagnies d'infanterie, l'une de 300, l'autre de 200 hommes qu'il a levés par commission expresse de la reine de Hongrie (Marie de Hongrie) et de sa majesté catholique (le roi d'Espagne), ensuite nommé sénéchal et louvetier du comté de Saint-Pol. Après la mort de Charles de Wissocq (famille de Wissocq), il a été seigneur de Bomy, et gouverneur, capitaine du château de Pernes en 1557, gouverneur, capitaine et lieutenant de nouvel Hesdin et enfin en 1558 gouverneur de Philippeville. Claude de Bussy avait épousé Louise d'Allesme, fille de François, écuyer, seigneur de Lannoy en Tournaisis et de Catherine de Dion. Claude de Buissy était fils de Guilaume de Buissy, écuyer, seigneur de Villers-Guislain, prévôt de Cambrai et de Marguerite de Le Val, fille de Smador de Le Val et de Jeanne de Beaumont. Guillaume était fils de Robert de Buissy, écuyer, seigneur de Villers-Guislain et de Marguerite de Beaulaincourt dit Hardy, fille de Martin, écuyer et de Jeanne de Monstrelet. Robert était fils de Jean de Buissy et de Sainte de Griboval. Jean de Buissy avait en 1435, entièrement réparé à ses frais et dépens la chapelle sainte-Catherine de l'église Saint-Nicolas de Bapaume, où il est représenté avec sa première femme Marguerite Grenade, sur la table d'autel en pierre blanche. Jean est à genoux avec sa côte d'armes ornée de ses armoiries « D'azur au chevron d'or chargé de 5 tourteaux d'azur ».
Le remontrant Michel de Buissy avait pour frère aîné Pierre de Buissy, qui a assisté aux sièges de Doullens et de Cambrai. Il a été tué à l'assaut du château de Doullens. Le remontrant est allié à la noble famille de Hertaing et a pour sœur Gabrielle de Buissy, mariée à Jean de Hainin, chevalier, seigneur du Maisnil, fils du seigneur du Breucq.
La commune est décorée de la croix de guerre 1914-1918 par décret du 23 septembre 1920, distinction également attribuée à 276 autres communes du Pas-de-Calais.

## Politique et administration

### Découpage territorial
La commune se trouve dans l'arrondissement d'Arras du département du Pas-de-Calais, depuis 1801.

#### Commune et intercommunalités
La commune est membre de la communauté de communes Osartis Marquion.

#### Circonscriptions administratives
La commune est rattachée au canton de Marquion de 1801 à 2014, puis, depuis 2015, au canton de Bapaume.

#### Circonscriptions électorales
Pour l'élection des députés, la commune fait partie de la première circonscription du Pas-de-Calais.

## Équipements et services publics

### Justice, sécurité, secours et défense
La commune dépend du tribunal judiciaire d'Arras, du conseil de prud'hommes d'Arras, de la cour d'appel de Douai, du tribunal de commerce d'Arras, du tribunal administratif de Lille, de la cour administrative d'appel de Douai et du tribunal pour enfants d'Arras.

## Population et société

### Démographie
Les habitants de la commune sont appelés les Bucéens.

#### Évolution démographique
L'évolution du nombre d'habitants est connue à travers les recensements de la population effectués dans la commune depuis 1793. Pour les communes de moins de 10 000 habitants, une enquête de recensement portant sur toute la population est réalisée tous les cinq ans, les populations de référence des années intermédiaires étant quant à elles estimées par interpolation ou extrapolation. Pour la commune, le premier recensement exhaustif entrant dans le cadre du nouveau dispositif a été réalisé en 2007.

En 2022, la commune comptait 287 habitants, en évolution de +11,24 % par rapport à 2016 (Pas-de-Calais : −0,72 %, France hors Mayotte : +2,11 %).
| 1793 | 1800 | 1806 | 1821 | 1831 | 1836 | 1841 | 1846 | 1851 |
| ---- | ---- | ---- | ---- | ---- | ---- | ---- | ---- | ---- |
| 319  | 372  | 428  | 402  | 461  | 445  | 437  | 452  | 439  |

| 1856 | 1861 | 1866 | 1872 | 1876 | 1881 | 1886 | 1891 | 1896 |
| ---- | ---- | ---- | ---- | ---- | ---- | ---- | ---- | ---- |
| 456  | 456  | 450  | 425  | 423  | 404  | 400  | 365  | 361  |

| 1901 | 1906 | 1911 | 1921 | 1926 | 1931 | 1936 | 1946 | 1954 |
| ---- | ---- | ---- | ---- | ---- | ---- | ---- | ---- | ---- |
| 361  | 340  | 354  | 302  | 310  | 287  | 290  | 266  | 257  |

| 1962 | 1968 | 1975 | 1982 | 1990 | 1999 | 2006 | 2007 | 2012 |
| ---- | ---- | ---- | ---- | ---- | ---- | ---- | ---- | ---- |
| 263  | 255  | 212  | 202  | 216  | 229  | 242  | 244  | 249  |

| 2017 | 2022 | - | - | - | - | - | - | - |
| ---- | ---- | - | - | - | - | - | - | - |
| 263  | 287  | - | - | - | - | - | - | - |

#### Pyramide des âges
En 2018, le taux de personnes d'un âge inférieur à 30 ans s'élève à 39,6 %, soit au-dessus de la moyenne départementale (36,7 %). À l'inverse, le taux de personnes d'âge supérieur à 60 ans est de 15,9 % la même année, alors qu'il est de 24,9 % au niveau départemental.
En 2018, la commune comptait 137 hommes pour 139 femmes, soit un taux de 50,36 % de femmes, légèrement inférieur au taux départemental (51,5 %).
Les pyramides des âges de la commune et du département s'établissent comme suit.
| Hommes | Classe d’âge | Femmes |
| ------ | ------------ | ------ |
| 0,0    | 90 ou +      | 0,0    |
| 2,3    | 75-89 ans    | 3,8    |
| 14,5   | 60-74 ans    | 11,4   |
| 17,6   | 45-59 ans    | 20,5   |
| 26,7   | 30-44 ans    | 24,2   |
| 13,0   | 15-29 ans    | 14,4   |
| 26,0   | 0-14 ans     | 25,8   |

| Hommes | Classe d’âge | Femmes |
| ------ | ------------ | ------ |
| 0,5    | 90 ou +      | 1,6    |
| 5,6    | 75-89 ans    | 8,9    |
| 16,7   | 60-74 ans    | 18,1   |
| 20,2   | 45-59 ans    | 19,2   |
| 18,9   | 30-44 ans    | 18,1   |
| 18,2   | 15-29 ans    | 16,2   |
| 19,9   | 0-14 ans     | 17,9   |

## Culture locale et patrimoine

### Lieux et monuments
- L'église Saint-Médard.
- Le monument aux morts[36].
- Le cimetière militaire britannique de la Route de Quéant

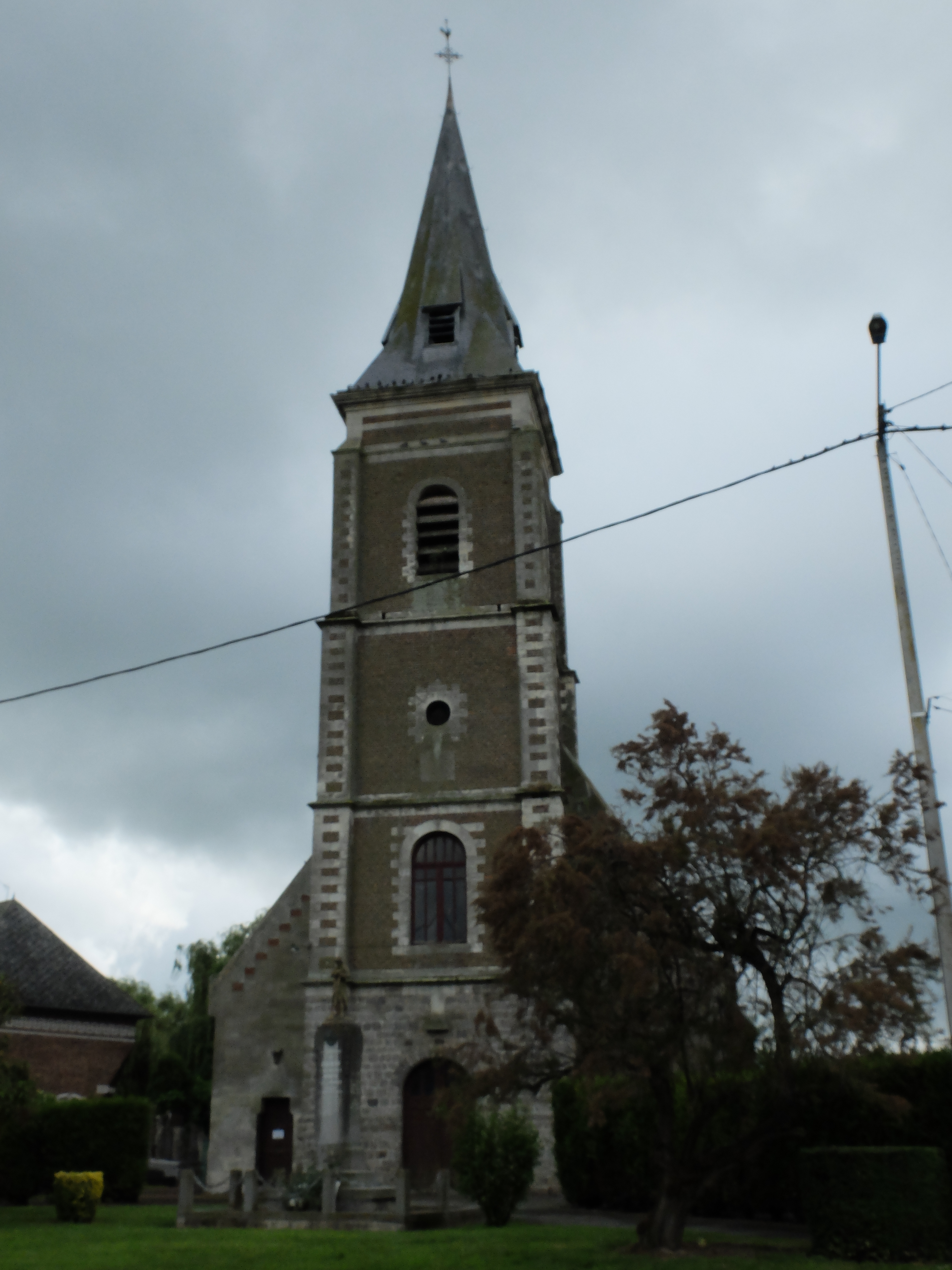
L'église Saint-Médard.
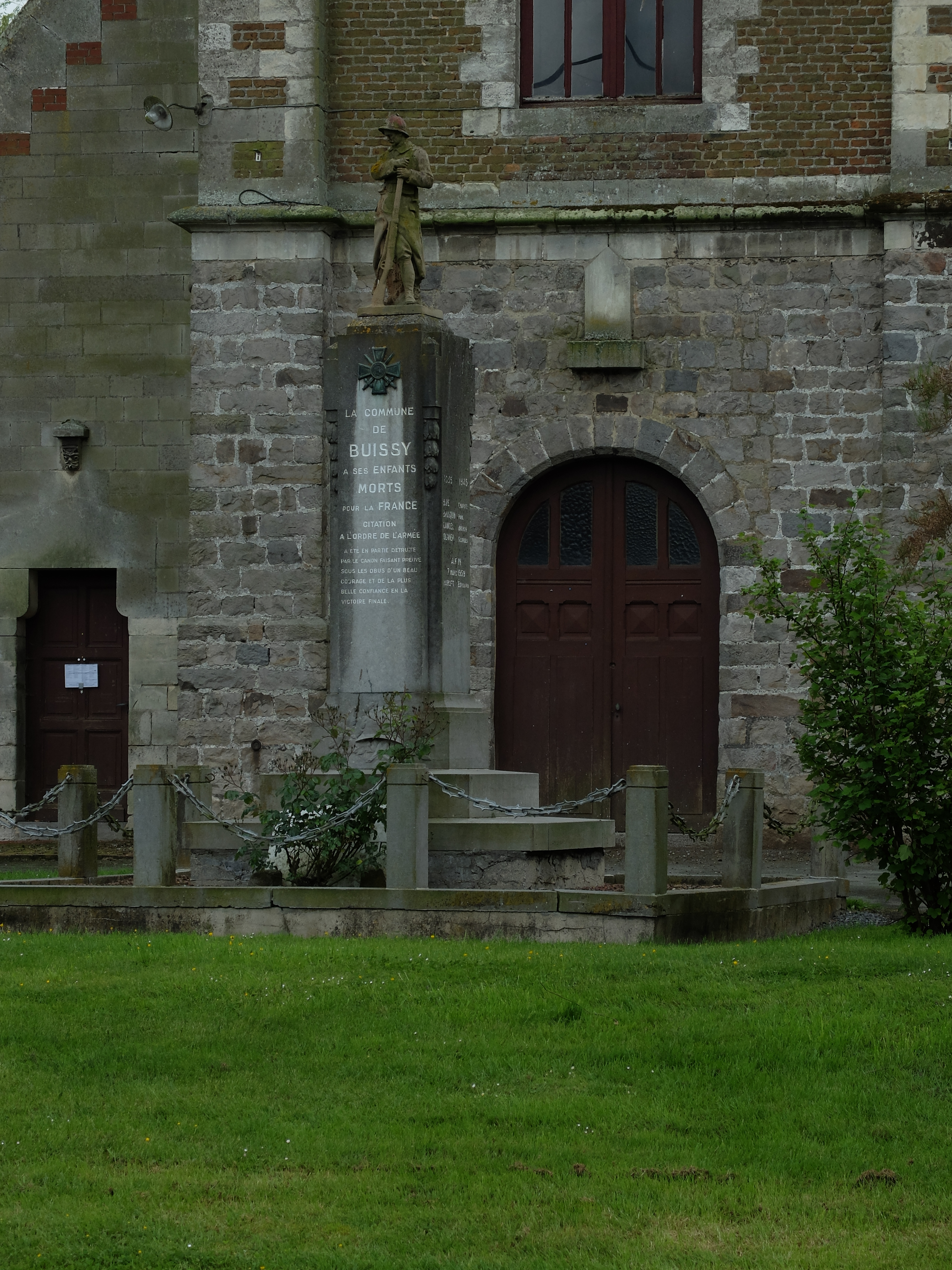
Le monument aux morts.
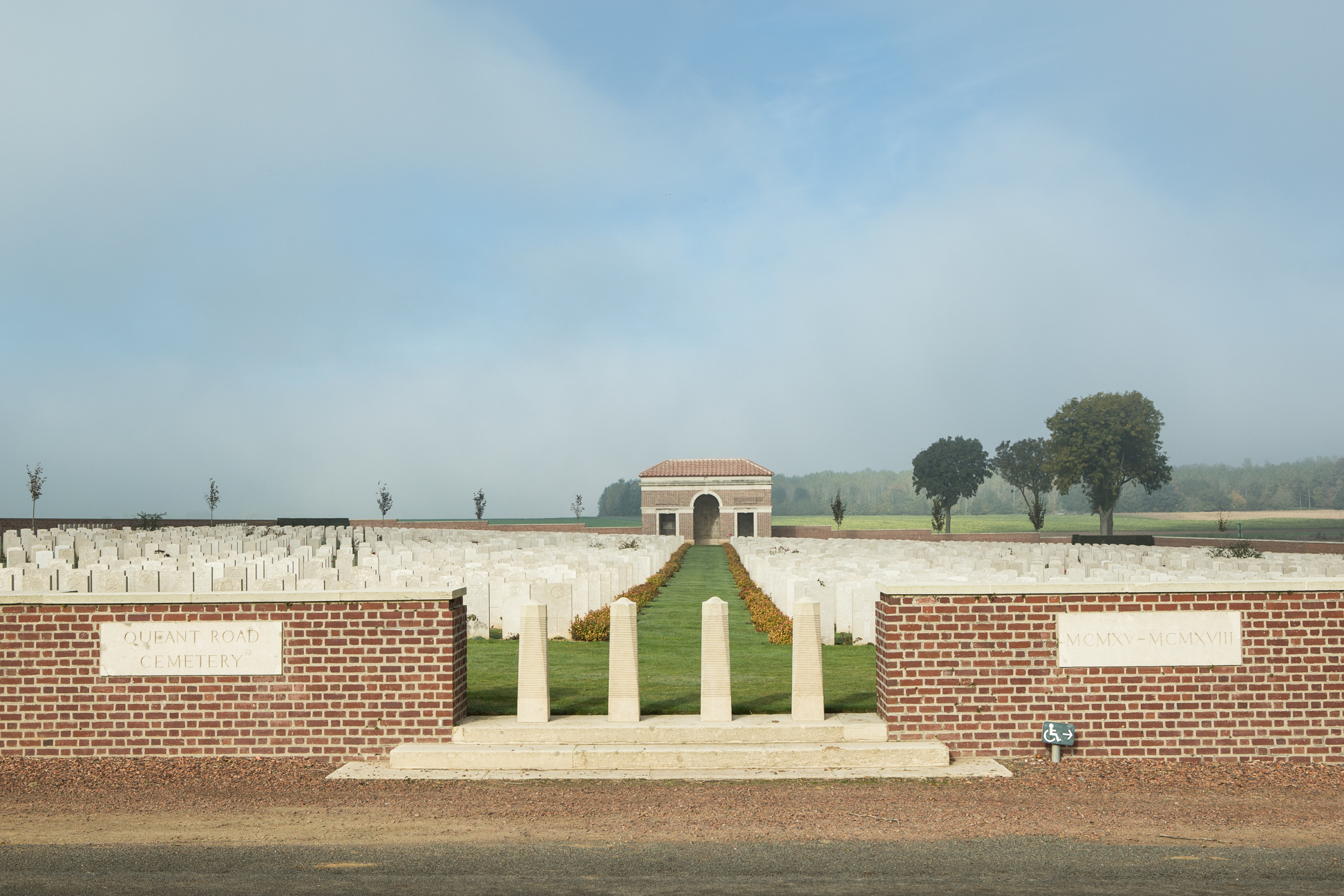
Le Queant Road Cemetery.

### Héraldique
| Blason de Buissy | Blason  | D'azur au chevron d'or chargé de cinq tourteaux du champ. Ornements extérieursCroix de guerre 1914-1918 |
| Blason de Buissy | Détails | Le statut officiel du blason reste à déterminer.                                                        |

## Pour approfondir